# Wiesner Alp
Die Wiesner Alp ist eine Alp oberhalb von Davos Wiesen im schweizerischen Kanton Graubünden.
Sie liegt auf 1940 m ü. M. und gilt als eine der bedeutendsten Alpsiedlungen in Graubünden. Auf der Alp stehen jahrhundertealte Hütten im Walserstil mit Stall- und Heuteil, die in vielen Variationen nach einem einheitlichen Muster aufgebaut sind. Die Ställe wurden zum Speichern von Heu sowie als Basis für das Bestellen der Ländereien auf dem Alpgebiet benutzt.

## Tourismus
Die Wiesner Alp ist ein beliebtes Ausflugsziel für Einheimische und Gäste aus den Tourismusorten Davos, Lenzerheide und von Besuchern des Parc Ela. Sie ist zu Fuss in gut einer Stunde von Davos Wiesen aus erreichbar. Der jährliche Höhepunkt im Dorfleben von Davos Wiesen ist das Wiesner Alpfest, das traditionell am zweitletzten Sonntag im Juli stattfindet. Neben volkstümlichen musikalischen Darbietungen finden ein Gottesdienst sowie spielerische Wettbewerbe statt.

## Grossbrand 2007
Im November 2007 brannten 14 der über 40 Hütten ab. Die Bemühungen der Davoser Regierung und verschiedener Behörden Graubündens, die Alp in einem aufeinander abgestimmten Gesamtkonzept wiederzuerrichten, führten im Juli 2010 nach langjährigen zähen Verhandlungen zum Erfolg und die Baubewilligungen wurden ausgestellt. Vereinzelte Einsprachen wurden dabei als nicht sachlich begründet zurückgewiesen.